# Артиби
Артиби (фр. Artuby) је река у Француској. Дуга је 54 km. Улива се у Вердон. 